# Heidenrod

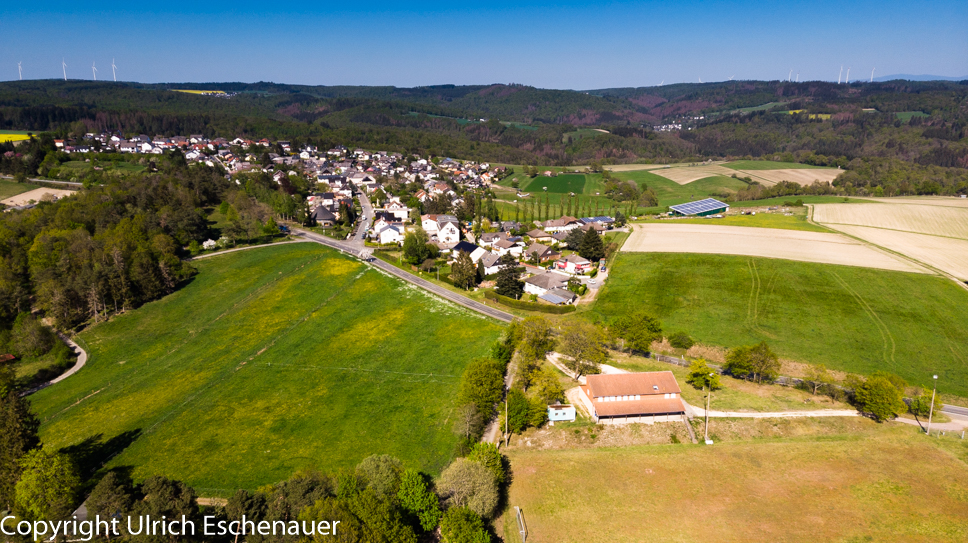
Luftbild von Heidenrod-Nauroth

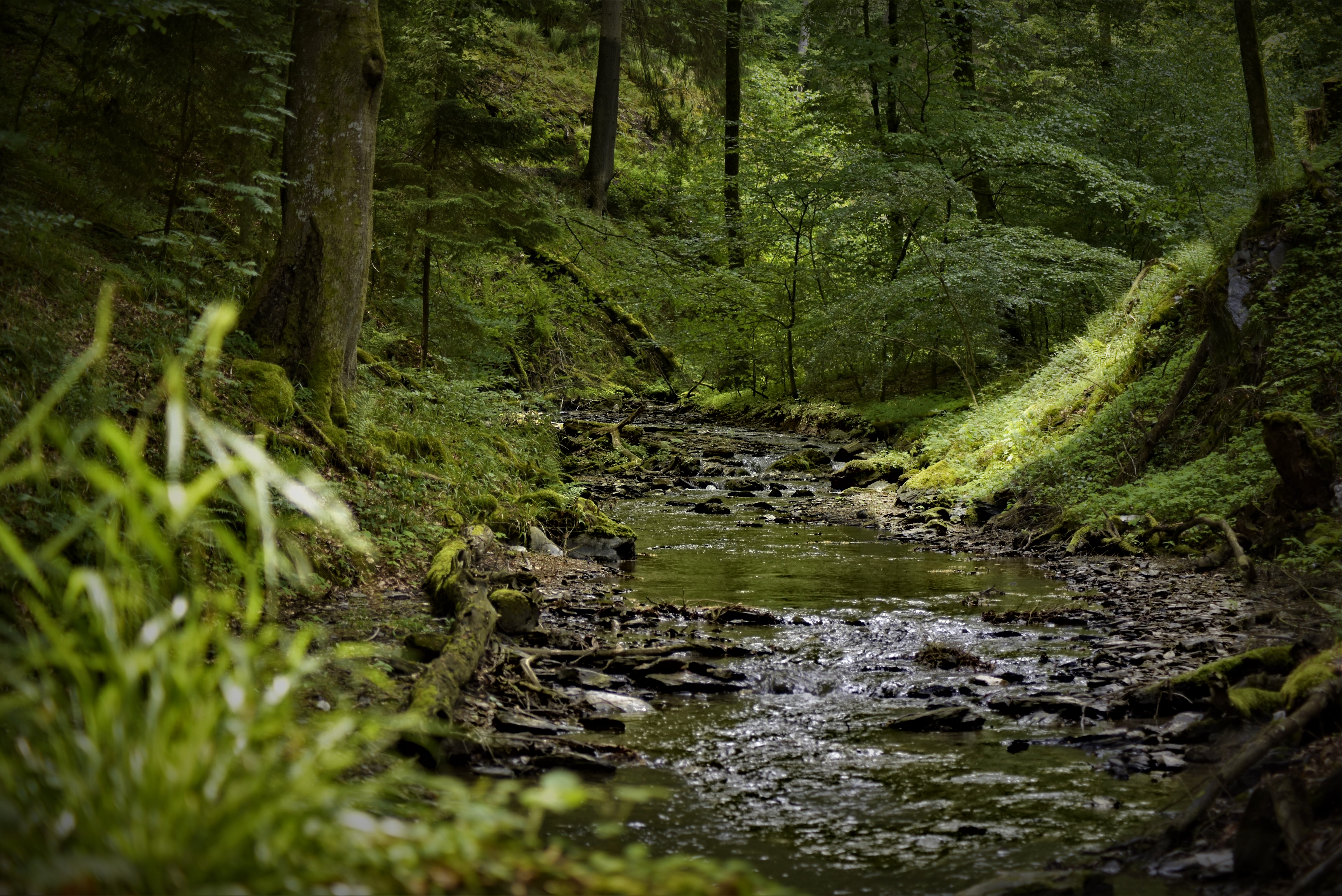
Bild von der Wisper in Heidenrod

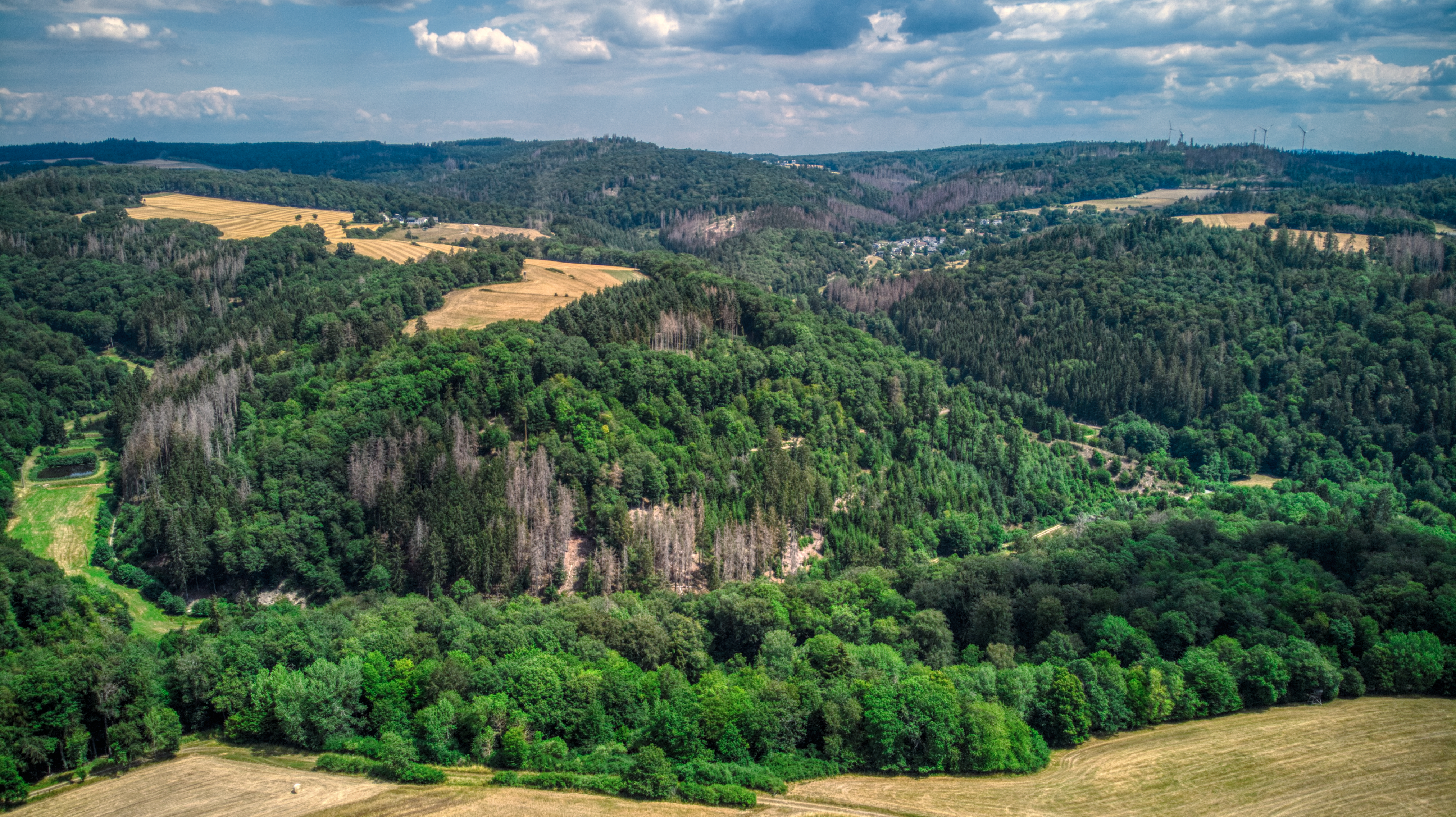
Luftbild Gemeinde Heidenrod Ortsteil-Wisper

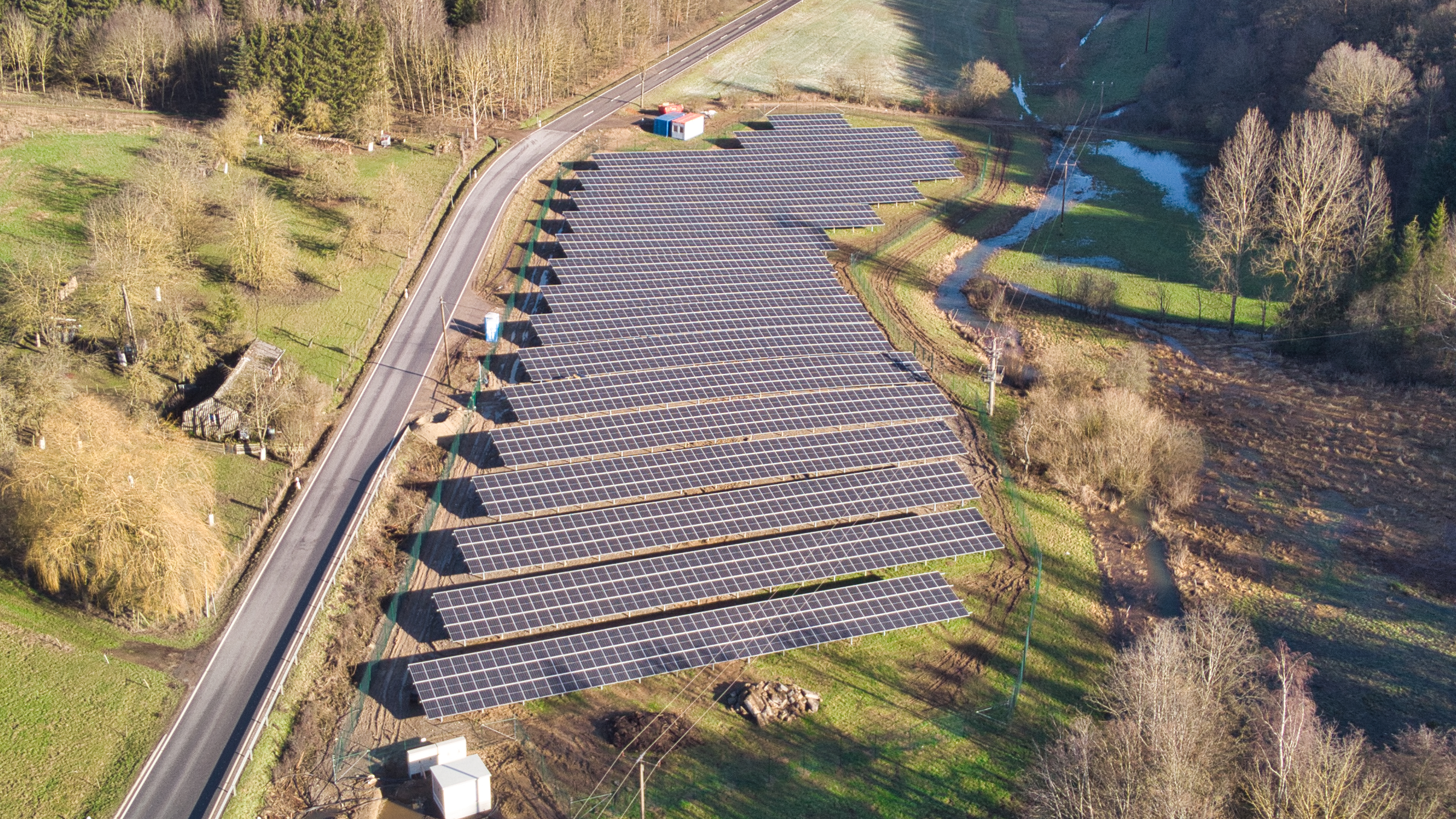
Neues Solarfeld in Heidenrod

Heidenrod ist mit knapp 96 Quadratkilometern die flächenmäßig größte Gemeinde im südhessischen Rheingau-Taunus-Kreis und gehört hessenweit zu den Gemeinden mit den meisten Ortsteilen, es sind 19 an der Zahl. Die Gemeindeverwaltung befindet sich im größten Ortsteil Laufenselden.
Das Gemeindegebiet ist nur gut einen Quadratkilometer kleiner als das Stadtgebiet der rheinland-pfälzischen Landeshauptstadt Mainz. Mit rund 7800 Einwohnern liegt Heidenrod im Kreisvergleich im Mittelfeld zwischen Schlangenbad und Rüdesheim am Rhein.

## Geographie

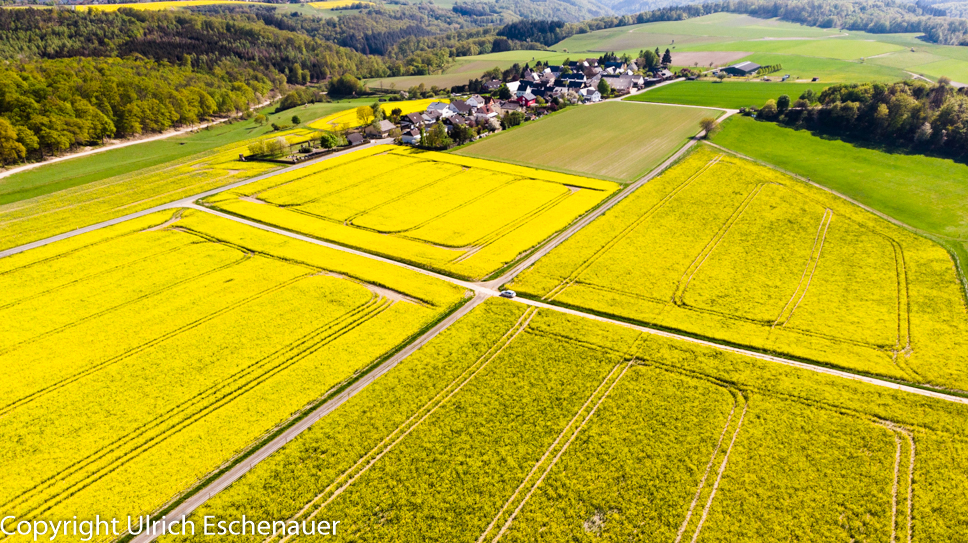
Luftbild von Heidenrod-Hilgenroth

### Geographische Lage
Heidenrod liegt im westlichen Hintertaunus nördlich des Taunushauptkamms und westlich der Aar, zwischen Koblenz und Wiesbaden, etwa auf halber Strecke zwischen Rhein und Lahn. Das Gemeindegebiet erstreckt sich rund um das hochgelegene Waldgebiet der Kemeler Heide, die zu dem Höhenrücken gehört, auf dem die als Bäderstraße bekannte Bundesstraße 260 verläuft. Die beiden höchstgelegenen Ortschaften des westlichen Taunus, Kemel (Ortskern auf 510 m Höhe) und Mappershain (Ortskern auf 500 m Höhe) sind Ortsteile von Heidenrod. Der Mappershainer Kopf, etwa 500 m nordwestlich des gleichnamigen Ortes, ist mit 548 m der höchste Berg des westlichen Hintertaunus. Durch die Höhenlage bedingt entspringt im Gemeindegebiet eine Vielzahl von Bächen, die in alle Himmelsrichtungen zu den Gemeindegrenzen abfließen und die Heidenrod eine sehr komplexe Struktur von Wasserscheiden bescheren. So liegt fast jeder Ortsteil in einem anderen Tal oder allein auf einem Bergrücken zwischen zwei Tälern.
Auf dem Gemeindegebiet entspringen westlich des Ortsteils Kemel die Quellbäche der Wisper, die sich zwischen den Ortsteilen Wisper und Geroldstein vereinigen. Im Ortsteil Mappershain entspringt der Dörsbach. Etwa 60 % des Gemeindegebiets besteht aus Wald.

### Nachbargemeinden
Heidenrod grenzt im Norden an die Gemeinden Holzhausen an der Haide, Rettert, Berndroth, Dörsdorf, Eisighofen und Reckenroth (alle Rhein-Lahn-Kreis in Rheinland-Pfalz), im Nordosten an die Gemeinde Aarbergen, im Osten an die Gemeinde Hohenstein, im Südosten an die Stadt Bad Schwalbach, im Südwesten an die Gemeinde Schlangenbad und die Stadt Oestrich-Winkel, im Westen an die Stadt Lorch, sowie die Gemeinden Welterod, Strüth, Weidenbach, Diethardt und Nastätten (alle im Rhein-Lahn-Kreis).

### Gliederung
Heidenrod besteht aus folgenden insgesamt 19 ehedem selbständigen Gemeinden, die nun als Ortsteile eine Großgemeinde bilden (in Klammern die jeweilige Einwohnerzahl nach dem Stand vom 14. November 2012).
Algenroth (77), Dickschied (473), Egenroth (172), Geroldstein (91), Grebenroth (346), Hilgenroth (103), Huppert (525), Kemel (1.219), Langschied (238), Laufenselden (1.894), Mappershain (246), Martenroth (67), Nauroth (582), Niedermeilingen (328), Obermeilingen (93), Springen (460), Watzelhain (362), Wisper (94) und Zorn (447).
Sechs der Ortsteile haben nicht mehr als je rund einhundert Einwohner.
Für jede der zuvor selbständigen Gemeinden wurde ein Ortsbezirk mit Ortsbeirat errichtet. Die frühere Gemeinde Dickschied-Geroldstein wurde in zwei Ortsbezirke geteilt und erhielt für jeden Ortsteil einen Ortsbeirat.

## Geschichte
Im Vorfeld der Gebietsreform in Hessen hatten sich am 31. Dezember 1971 zunächst 16 eigenständige Gemeinden zu einer Großgemeinde unter dem neuen Namen Heidenrod zusammengeschlossen. Am 1. Juli 1972 kam Martenroth hinzu. Die 18. ehemalige Gemeinde Hilgenroth wurde am 1. Januar 1977 kraft Landesgesetz nach Heidenrod eingegliedert. Für alle Ortsteile wurden Ortsbezirke mit Ortsbeirat und Ortsvorsteher eingerichtet.

## Politik

### Gemeindevertretung
Die Kommunalwahl am 14. März 2021 lieferte folgendes Ergebnis: in Vergleich gesetzt zu früheren Kommunalwahlen:
| Sitzverteilung in der Gemeindevertretung 2021Insgesamt 31 Sitze - SPD: 9 - Grüne: 4 - FWH: 7 - FDP: 1 - CDU: 7 - AfD: 3 | Parteien und Wählergemeinschaften | Parteien und Wählergemeinschaften                 | 2021  | 2021  | 2016  | 2016  | 2011  | 2011  | 2006  | 2006  | 2001  | 2001  |
| Sitzverteilung in der Gemeindevertretung 2021Insgesamt 31 Sitze - SPD: 9 - Grüne: 4 - FWH: 7 - FDP: 1 - CDU: 7 - AfD: 3 | Parteien und Wählergemeinschaften | Parteien und Wählergemeinschaften                 | %     | Sitze | %     | Sitze | %     | Sitze | %     | Sitze | %     | Sitze |
| Sitzverteilung in der Gemeindevertretung 2021Insgesamt 31 Sitze - SPD: 9 - Grüne: 4 - FWH: 7 - FDP: 1 - CDU: 7 - AfD: 3 | SPD                               | Sozialdemokratische Partei Deutschlands           | 27,7  | 9     | 38,5  | 12    | 42,4  | 13    | 35,6  | 11    | 41,2  | 13    |
| Sitzverteilung in der Gemeindevertretung 2021Insgesamt 31 Sitze - SPD: 9 - Grüne: 4 - FWH: 7 - FDP: 1 - CDU: 7 - AfD: 3 | FWH                               | Freie Wähler Heidenrod                            | 24,1  | 7     | 18,5  | 6     | –     | –     | –     | –     | –     | –     |
| Sitzverteilung in der Gemeindevertretung 2021Insgesamt 31 Sitze - SPD: 9 - Grüne: 4 - FWH: 7 - FDP: 1 - CDU: 7 - AfD: 3 | CDU                               | Christlich Demokratische Union Deutschlands       | 22,7  | 7     | 28,4  | 9     | 32,0  | 10    | 38,5  | 12    | 41,2  | 13    |
| Sitzverteilung in der Gemeindevertretung 2021Insgesamt 31 Sitze - SPD: 9 - Grüne: 4 - FWH: 7 - FDP: 1 - CDU: 7 - AfD: 3 | Grüne                             | Bündnis 90/Die Grünen                             | 12,1  | 4     | 9,9   | 3     | 14,0  | 4     | 7,3   | 2     | 8,4   | 2     |
| Sitzverteilung in der Gemeindevertretung 2021Insgesamt 31 Sitze - SPD: 9 - Grüne: 4 - FWH: 7 - FDP: 1 - CDU: 7 - AfD: 3 | AfD                               | Alternative für Deutschland                       | 9,7   | 3     | –     | –     | –     | –     | –     | –     | –     | –     |
| Sitzverteilung in der Gemeindevertretung 2021Insgesamt 31 Sitze - SPD: 9 - Grüne: 4 - FWH: 7 - FDP: 1 - CDU: 7 - AfD: 3 | FDP                               | Freie Demokratische Partei                        | 3,6   | 1     | 4,7   | 1     | 3,9   | 1     | 4,6   | 2     | 5,5   | 2     |
| Sitzverteilung in der Gemeindevertretung 2021Insgesamt 31 Sitze - SPD: 9 - Grüne: 4 - FWH: 7 - FDP: 1 - CDU: 7 - AfD: 3 | BIH                               | Bürgerinitiative Heidenrod                        | –     | –     | –     | –     | 7,7   | 3     | 14,0  | 4     | –     | –     |
| Sitzverteilung in der Gemeindevertretung 2021Insgesamt 31 Sitze - SPD: 9 - Grüne: 4 - FWH: 7 - FDP: 1 - CDU: 7 - AfD: 3 | DHP                               | Deutsche Heimat Partei ... Die National-Liberalen | –     | –     | –     | –     | –     | –     | –     | –     | 3,8   | 1     |
| Sitzverteilung in der Gemeindevertretung 2021Insgesamt 31 Sitze - SPD: 9 - Grüne: 4 - FWH: 7 - FDP: 1 - CDU: 7 - AfD: 3 | Gesamt                            | Gesamt                                            | 100,0 | 31    | 100,0 | 31    | 100,0 | 31    | 100,0 | 31    | 100,0 | 31    |
| Sitzverteilung in der Gemeindevertretung 2021Insgesamt 31 Sitze - SPD: 9 - Grüne: 4 - FWH: 7 - FDP: 1 - CDU: 7 - AfD: 3 | Wahlbeteiligung in %              | Wahlbeteiligung in %                              | 63,6  | 63,6  | 59,2  | 59,2  | 58,8  | 58,8  | 54,7  | 54,7  | 61,0  | 61,0  |

### Bürgermeister
Nach der hessischen Kommunalverfassung wird der Bürgermeister für eine sechsjährige Amtszeit gewählt, seit dem Jahr 1993 in einer Direktwahl, und ist Vorsitzender des Gemeindevorstands, dem in der Gemeinde Heidenrod neben dem Bürgermeister ehrenamtlich ein Erster Beigeordneter und sieben weitere Beigeordnete angehören. Bürgermeister ist seit dem 1. Januar 2014 Volker Diefenbach (SPD). Er wurde als Nachfolger von Harald Schmelzeisen (SPD), der nach zwei Amtszeiten nicht wieder kandidiert hatte, am 22. September 2013 im ersten Wahlgang bei 77,2 Prozent Wahlbeteiligung mit 53,6 Prozent der Stimmen gewählt. Es folgte eine Wiederwahl  gegen den unabhängigen Kandidaten Horst Lauterbach-Schäfer im Mai 2019.
Amtszeiten der Bürgermeister
- 2014–2025 Volker Diefenbach (SPD)[13]
- 2002–2013 Harald Schmelzeisen (SPD)
- 1984–2001 Friedrich Flach (CDU)[16]

### Wappen
Der Gemeinde Heidenrod im Rheingau-Taunus-Kreis ist am 12. Dezember 1980 vom Hessischen Minister des Innern ein Wappen mit folgender Blasonierung genehmigt worden:
Schild gespalten: Vorn in rotem Feld über zwei goldenen gekreuzten Rodehacken ein goldener Hirschkopf mit einem goldenen Geweih von zwölf Enden, hinten in goldenem Feld eine bewurzelte grüne Tanne.

### Partnergemeinden
Die Gemeinde Heidenrod unterhält partnerschaftliche Beziehungen zu
- Mád in Ungarn
- Sollstedt in Thüringen
- Wissous in Frankreich

## Kultur und Sehenswürdigkeiten
Die Liste der Kulturdenkmäler in Heidenrod umfasst 83 Objekte.

## Infrastruktur und Wirtschaft
Durch die Topographie des Gemeindegebietes bedingt gibt es in Heidenrod acht Kläranlagen. Es gibt 18 Dorfgemeinschaftshäuser, 15 Freiwillige Feuerwehren und 16 Friedhöfe zu unterhalten. Das rege Vereinsleben der Heidenroder drückt sich in der Zahl von 84 Vereinen aus. Allein für den Ortsteil Geroldstein mit 90 Einwohnern musste auf Anordnung des Landes Hessen im Jahr 2011 eine neue Kläranlage für 2,5 Millionen Euro gebaut werden. Aus diesem Grund und weil größere Industriestandorte im Gemeindegebiet fehlen, zählt Heidenrod zu den am höchsten verschuldeten Gemeinden Hessens, die Gebühren für Wasser, Abwasser und die Friedhofsgebühren sind höher als in jeder anderen hessischen Gemeinde.

### Verkehr
Die Bundesstraße 260 quert das Gemeindegebiet.
Heidenrod gehört zum Rhein-Main-Verkehrsverbund (RMV). Zwei Buslinien verbinden die Gemeinde mit Wiesbaden in der einen Richtung und Nastätten bzw. Katzenelnbogen in der anderen Richtung. Ein Ruftaxi sorgt für die Anbindung der meisten kleineren Ortsteile an den öffentlichen Nahverkehr.
Durch die Heidenroder Ortsteile Grebenroth, Laufenselden, Huppert und Kemel führt der Deutsche Limes-Radweg. Dieser folgt dem Obergermanisch-Raetischen Limes über 818 km von Bad Hönningen am Rhein nach Regensburg an der Donau.
Im Ortsteil Laufenselden liegt das Segelfluggelände Laufenselden.

### Bildung
In Heidenrod gibt es zwei Grundschulen. Die Fledermausschule im Ortsteil Laufenselden wird von Grundschülern aus den Ortsteilen Egenroth, Grebenroth, Huppert, Martenroth und Laufenselden besucht, ferner auch von den Schülern aus Reckenroth (Rheinland-Pfalz). Alle anderen Schüler besuchen die Grundschule Kemeler Heide in Kemel.
Weiterführende Schulen befinden sich in Aarbergen und Bad Schwalbach.

### Unternehmen
2007 siedelte die Kopp-Umwelt GmbH auf einem ehemaligen Militärgelände in Kemel und machte daraus einen Naturenergiepark. Das Unternehmen hat zwei 185 Meter hohe Windkraftanlagen errichtet, es betreibt zudem ein Biomassekraftwerk. 2013 erzeugte das Unternehmen bis zu 40 Millionen Kilowattstunden jährlich aus erneuerbaren Energien und ist mit 85 Mitarbeitern der größte private Arbeitgeber in Heidenrod.

### Energie

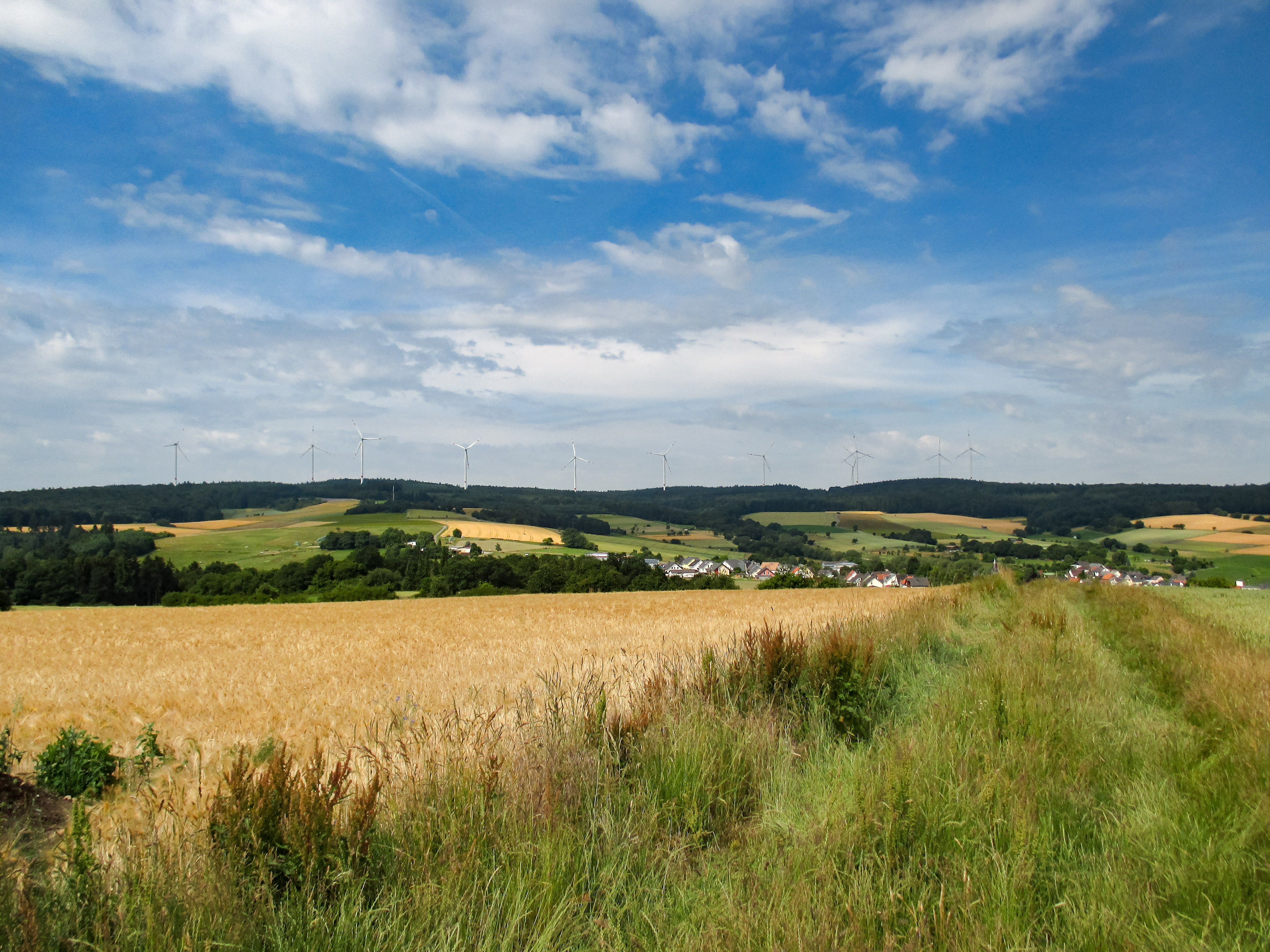
Windpark Heidenrod mit GE-Anlagen

In Heidenrod befinden sich zwei Windparks mit insgesamt 17 Windkraftanlagen sowie ein Biomassekraftwerk. Die ersten Anlagen, sieben Enercon E-40/5.40, wurden Ende der 1990er Jahre im Ortsteil Kemel errichtet, welche ab 2012 durch fünf modernere Anlagen des Typs Enercon E-101 mit 135 Metern Nabenhöhe und 101 Metern Rotordurchmesser ersetzt wurden (Repowering). Dadurch sank die Anzahl der Anlagen im Windpark, die Gesamtleistung stieg von 3,5 auf 15 Megawatt um rund das Vierfache. Dieser sogenannte Naturenergiepark wurde vom Unternehmen Kopp-Umwelt GmbH realisiert und wird von ihm betrieben.  Im Jahr 2009 wurde der Naturenergiepark um den größten Solarpark der Region erweitert. Mit einer Gesamtfläche von 25.000 Quadratmetern, davon 5.000 Quadratmeter auf Dachflächen und 20.000 Quadratmeter auf Freiflächen, nutzt der Solarpark Photovoltaik-Module zur Stromerzeugung. 2013 wurde das Biomassekraftwerk auf dem Betriebsgeländer der Kopp Umwelt GmbH fertiggestellt. Hier werden jährlich rund 32.000 Tonnen Biomasse-Brennstoff zur Energieerzeugung genutzt. Die Anlage erzeugt im Vollbetrieb 22 Millionen Kilowattstunden pro Jahr, die direkt in das öffentliche Stromnetz eingespeist werden. Diese Energiemenge reicht aus, um etwa 5.500 Vierpersonenhaushalte kontinuierlich mit Strom zu versorgen.
Der zweite Windpark auf Heidenroder Gebiet wurde nach einem Bürgerentscheid im Januar 2012, bei dem 88,2 % der Bevölkerung Heidenrods für den Bau von 12 Windkraftanlagen stimmte, geplant und realisiert. Im März 2013 wurde die Windenergie Heidenrod gegründet, welche zu 49 % von der Gemeinde Heidenrod und zu 51 % von der Süwag Energie gehalten wird. Die Baumaßnahmen für den an der Bäderstraße im Wald gelegenen Park begannen im Februar 2014 mit den Rodungsarbeiten, der im März die Anlegung der Wege und Kabeltrassen folgte. Die Einspeisung des Stroms mit 30 kV erfolgt vom Windpark Heidenrod aus im nahegelegenen Umspannwerk Eisighofen, das mit einer 110-kV-Leitung an das Verbundnetz der RWE-Tochter Westnetz angeschlossen ist. Der offizielle Spatenstich für den Aufbau der Windkraftanlagen erfolgte im Juni durch den Bürgermeister der Gemeinde Heidenrod und die Geschäftsführer des Unternehmens Windenergie Heidenrod sowie der Süwag GmbH. Am 30. Mai 2015 wurde der Windpark mit einem Festakt eröffnet, bei dem auch der hessische Wirtschaftsminister Tarek Al-Wazir anwesend war.
Bei den an der Bäderstraße im Windpark Heidenrod aufgestellten zwölf Windkraftanlagen handelt es sich um den Typ GE 2.5-120 des Herstellers GE Wind Energy GmbH aus dem Werk Salzbergen. Mit einer Nabenhöhe von 139 Metern und einem Rotordurchmesser von 120 Metern erreichen sie eine Gesamthöhe von 199 Metern. Die Leistung der Anlagen beträgt 2,5 Megawatt, die Gesamtleistung des Parks liegt bei 30 Megawatt, womit rund 26.000 Haushalte mit Strom versorgt werden können. Die prognostizierte erzeugte Energiemenge pro Jahr soll rund 91.000 MWh betragen. Im ersten vollen Betriebsjahr, von April 2015 bis März 2016, übertrafen die Anlagen ihre prognostizierte Stromerzeugung deutlich, es wurden trotz verschiedener Stillstände, u. a. bedingt durch technische Abnahmen nach der Inbetriebnahme und Abschaltungen zum Schutz von Fledermäusen und Vögeln, 97,8 Mio. kWh eingespeist.
Insgesamt liefern erneuerbare Energien in Heidenrod pro Jahr mehr als 140 Mio. kWh Ökostrom, wovon etwa 70 % auf die Windenergie entfallen. Dies entspricht dem jährlichen Strombedarf von ca. 26.000 3-Personen-Haushalten. Dadurch werden pro Jahr ca. 110.000 Tonnen Kohlenstoffdioxid eingespart; eine Menge, die bei der Verbrennung von mehr als 40.000 Tonnen Kohle entsteht.

## Persönlichkeiten
- Holger Heimann (* 1951 in Heidenrod–Laufenselden), Politiker (Bündnis 90/Die Grünen)
- Arne Hoffmann (* 1969 in Wiesbaden), Medienwissenschaftler, Journalist und Buchautor, lebt in Heidenrod–Springen
- Christian Hock (* 1970 in Aschaffenburg), ehemaliger Fußballspieler und -trainer, lebt in Kemel
- Franz Keller (* 1950 in Freiburg) ist ein deutscher Michelin-Sterne Koch